# Michèle Verly
Pour les articles homonymes, voir Verly (homonymie).
Michèle Armande Houillon, dite Michèle Verly, est une actrice française, née le 19 juillet 1909 à Paris 8e et morte le 3 mars 1952 à Nice (Alpes-Maritimes).

## Biographie
Michèle Verly dirige le théâtre Gramonten août 1945, agrandissant la salle à 470 places.  
Elle meurt dans un accident aérien (avec Lise Topart et la danseuse Harriet Toby). 
Elle est inhumée au cimetière des Batignolles (31e division) à Paris.

## Filmographie
- 1926 : La Tournée Farigoule de Marcel Manchez
- 1927 : Belphégor d'Henri Desfontaines (film tourné en 4 épisodes)
- 1927 : La Grande Épreuve d'Alexandre Ryder et André Dugès
- 1927 : Le Passager de Jacques de Baroncelli
- 1928 : La Symphonie pathétique d'Henri Étiévant et Mario Nalpas
- 1928 : La Madone des sleepings de Marco de Gastyne et Maurice Gleize
- 1929 : Monte Cristo d'Henri Fescourt (film tourné en deux époques)
- 1929 : Fécondité d'Henri Étiévant et Nicolas Evreïnoff
- 1929 : La Maison des hommes vivants de Marcel Dumont et Gaston Roudès
- 1929 : Les Taciturnes de Jacques de Casembroot
- 1931 : Nos maîtres les domestiques de Grantham Hayes
- 1932 : La Petite Chocolatière de Marc Allégret
- 1932 : Le Chien qui parle de Robert Rips (court métrage)
- 1934 : La Châtelaine du Liban de Jean Epstein : Michelle
- 1934 : Votre sourire de Monty Banks et Pierre Caron
- 1935 : Mon curé fait des miracles d'Albert Depondt (moyen métrage)
- 1936 : La Belle Équipe de Julien Duvivier
- 1939 : L'Embuscade de Fernand Rivers

## Théâtre

### Comédienne
- 1935 : Margot d'Édouard Bourdet, mise en scène Pierre Fresnay, Théâtre Marigny
- 1949 : Les Bonnes Cartes de Marcel Thiébaut, mise en scène Pierre Bertin, Théâtre Gramont
- 1950 : Va faire un tour au bois de Roger Dornès, mise en scène Roland Piétri, Théâtre Gramont

### Metteur en scène
- 1948 : La Ligne de chance d'Albert Husson, Théâtre Gramont
- 1950 : Mon ami le cambrioleur d'André Haguet, Théâtre Gramont